# Mžany
Mžany är en ort i Tjeckien. Den ligger i den centrala delen av landet, 90 km öster om huvudstaden Prag. Mžany ligger 272 meter över havet och antalet invånare är 411.
Terrängen runt Mžany är platt.Runt Mžany är det tätbefolkat, med 570 invånare per kvadratkilometer. Närmaste större samhälle är Hradec Králové, 14,7 km sydost om Mžany. Trakten runt Mžany består till största delen av jordbruksmark.